# 한홍구
한홍구(韓洪九, 1959년 7월 16일~)는 대한민국의 역사학자이다. 대학 교수로, 사회운동가로도 활동하였다.

## 생애
조선시대의 학자 한백겸의 14대손이며, 한치응(韓致應)의 7대손이다. 독립운동가 한기악의 손자이자, 일조각의 창업주인 언론인 한만년의 4남이며, 교육자 유진오의 외손이다.
서울대학교 국사학과를 거쳐 서울대학교 대학원을 졸업하고, 미국 워싱턴대학교 대학원에서 ‘김일성을 중심으로 한 항일독립투쟁사’(Hong-koo Han, “Wounded Nationalism: The Minseangdan Incident and Kim Il-Sung in Eastern Manchuria”. (PhD diss., University of Washington, 1999) 연구로 박사학위를 받았다.
미국에서 돌아와 1999년부터 베트남전쟁 당시 파병 한국군의 베트남민간인학살 진실규명운동, 양심에 따른 병역거부권 실현과 대체복무제도 개선을 위한 활동 등을 해왔으며, 2014년에는 ‘노동자들 파업에 대한 보복성 손해배상과 가압류 문제’ 해결을 위한 법제도 개선을 주도하는 ‘손잡고 캠페인’을 벌였다.
2004년부터 3년간 국정원 과거사위원회에 있었으며, 현재는 성공회대 교양학부 교수, 성공회대 민주자료관 관장, 평화박물관 이사로 일하고 있다.

## 평가
보수언론들은 ‘박근혜 대통령이 태어나기 전에 그 아버지인 박정희 전 대통령을 죽였어야 했다’고 주장한 한홍구를 대표적인 좌파 역사학자로 지목했다. 또한 그의 아버지 한만년의 1989년 7월 국민일보 칼럼을 다루며 한홍구를 신랄하게 비판했다.
한편, 한만년이 이렇게 글을 썼던 이유가 자식들의 앞길이 염려되었기에 공안기관 사람들에게 보이기 위함이었다는 주장도 있다.
2012년 송건호 언론상을 수상했으며, 2015년에는 서울대 사학과 총동창회가 선정한 '자랑스러운 사학인상'을 받았다.
2014년과 2016년 평화박물관의 활동가들을 부당한 이유로 해고하여 시민단체를 독단적으로 운영한다는 비판을 받았다.

## 저서
- <대한민국史>(총4권), 한겨레 (2006.12.4.) <특강 (한홍구의 한국 현대사 이야기)>, 한겨레 (2009.3.31.)  <한홍구와 함께 걷다>(평화의 눈길로 돌아본 한국 현대사), 검둥소 (2009.11.30.)  <지금 이순간의 역사>, 한겨레 (2010.3.8.)  <직설>, 한겨레 (2011.8.31.)  <장물바구니-정수장학회의 진실>, 돌아온산 (2012.10.26.)  <유신>(오직 한 사람을 한 시대), 한겨레 (2014.1.15.)  <역사와 책임>, 한겨레 (2015.4.6.)  <사법부>, 돌베개 (2016. 3. 21.) <한홍구의 청소년 역사 특강>, 철수와 영희 (2016.11.17)
- <편견을 넘어 평등으로> 공저, 창비 (2006.2.10.)  <거짓말> 공저, 한겨레 (2006.9.15.)  <전쟁없는 세상> 공저, 철수와영희 (2008.6.10.)   <1%의 대한민국> 공저, 철수와영희 (2008.9.18.)  <대한민국의 정통성을 묻다>(5인5색 한국 현대사 특강) 공저, 철수와영희 (2009.10.9.)  <노무현이 꿈꾼 나라>공저, 동녘 (2010.4.)  <인문학 박물관에서> 공저, 인물과사상사 (2010.5.17.)  <다시 민주주의를 말한다> 공저, 휴머니스트 (2010.5.17.)  <길은 걷는 자의 것이다> 공저, 한겨레 (2012.6.29.)  <감시사회> 공저, 철수와영희 (2012.6.30.)  <내가 나일 때 가장 빛난다> 공저, 철수와영희 (2012.9.18.)  <후쿠시마 이후의 삶> 공저, 반비 (2013.3.4.)  <하나의 대한민국, 두개의 현실> 공저, 시대의 창 (2014.4.19.)  <그가 그립다>(스물 두 가지 빛깔로 그려낸 희망의 미학) 공저, 생각의길 (2014.5.8.)

## 가계
- 조부: 한기악 (1898년 1월 14일 ~ 1941년 6월 20일) (보성전문 졸업, 독립운동가, 언론인, 교육가. 전 동아일보 발행인, 전 조선일보 편집국장.
  - 백부 : 한만춘 (경성제대 졸업, 전 연세대 공대 학장)
    - 숙부 : 한만청 (서울대 졸업, 전 서울대병원장, 영상의학 전공)
      - 사촌 : 한민구 (서울대 졸업, 서울대학교 교수, 전 공대 학장)

    - 외조부: 유진오 (경성제대 졸업, 문인, 교육자, 법학자, 전 고려대학교 총장, 전 신민당 총재. 1906년 5월_13일 ~ 1987년 8월 30일)
    - 외조모: 이용재 (한의사, 전 명래제약 대표. 1921년 ~ 2009년 11월_12일[7])

  - 부 : 한만년(서울대 졸, 출판인, 일조각 창립. 1925년 10월_29일 ~ 2004년 4월_30일)
  - 모 : 유효숙 (1930년 3월 27일~?)
  - 형제 :
    - 한성구 (1944, 서울대 졸업, 서울대학교 의과대학 교수, 내과학 전공)
    - 한경구 (1956, 서울대 졸업, 서울대학교 자유전공학부 교수, 인류학 전공)
    - 한준구 (1958, 서울대 졸업, 서울대학교 의과대학 교수, 영상의학 전공)
    - 한승미 (1964, 서울대 졸업, 연세대학교 국제대학원 교수, 문화인류학 전공)

## 같이 보기
- 대한민국史